# Plastic Ono Band
Plastic Ono Band — супергруппа, сформированная Джоном Ленноном и Йоко Оно в 1969 году.
Среди различных членов группы были Эрик Клэптон, два бывших участника The Beatles (Джордж Харрисон и Ринго Старр), старый друг Beatles Клаус Форман, будущий барабанщик группы Yes Алан Уайт, Делани и Бонни, барабанщик группы The Who Кит Мун, нью-Йоркская группа Elephant's Memory, Билли Престон, Ники Хопкинс, Фил Спектор и барабанщик Джим Келтнер.

## История

### «Unfinished Music» (1968—1969)
В 1968 году Джон Леннон начал свои личные и художественные отношения с Йоко Оно с совместной работы над экспериментальным альбомом Unfinished Music No.1: Two Virgins. После второго тома, Unfinished Music No.2: Life With The Lions, появившегося весной 1969 года, Леннон и Оно решили, что все их будущие начинания будут связаны с Plastic Ono Band. Кредо группы, «ВЫ Plastic Ono Band», подразумевает, что каждый человек является частью этой группы. В самом деле, Plastic Ono Band была личностью для описания произведений Леннона и Оно и всех, с кем они исполняют. Релиз сингла «Give Peace a Chance» в июле 1969, записанный в гостиничном номере в Монреале со многими участниками, был первым релизом группы.
Единственная запись живого выступления Plastic Ono Band, состоявшегося в Торонто в сентябре 1969 года, была произведена на «Toronto Rock and Roll Revival Festival».

### Plastic Ono Band (1970—1975)
Сразу после записи песни «Cold Turkey», которая была выпущена в качестве отдельного сингла под названием группы Plastic Ono Band, группа окончательно утвердилась в названии. В начале 1970 года Леннон и Оно начали добавлять свои имена в релизы (песня «Instant Karma!» вышла за авторством John Lennon with the Plastic Ono Band, а сольные дебютные альбомы ― John Lennon/Plastic Ono Band и Yoko Ono/Plastic Ono Band). В 1971 году название было использовано в качестве вторичного кредитования, с именами Леннона и Оно в самых известных их сольных проектах. Концерт Джона в 1972 году проходит практически в составе Plastic Ono Band.
В последний раз до 2009 года название Plastic Ono Band было указано в альбоме Леннона Shaved Fish, в 1975 году.

## Дискография
Синглы
- 1969 — Give Peace a Chance/Remember Love

 Мини-альбомы 
- 2009 — Don’t Stop Me!
- 2011 — 2011 (совместно с The Flaming Lips)

 Студийные альбомы 
- 1970 — John Lennon/Plastic Ono Band
- 1970 — Yoko Ono/Plastic Ono Band
- 1971 — Fly
- 1971 — Imagine
- 1972 — Some Time in New York City
- 1972 — Approximately Infinite Universe
- 1973 — Mind Games
- 1973 — Feeling the Space
- 2009 — Between My Head and the Sky
- 2013 — Take Me to the Land of Hell
- 2013 — Bad Dancer

Концертные альбомы
- 1969 — Live Peace in Toronto 1969
- 1972 — Some Time in New York City

Концертные видео
- 2009 — Live in Toronto '69

Сборники
- 1975 — Shaved Fish